# Ostrije
Ostrije (nemško Ostriach) je naselje v Občini Osoje v Okraju Trg na Koroškem v Avstriji.